# 13259 Bhat
13259 Bhat (1998 QA15) là một tiểu hành tinh vành đai chính được phát hiện ngày 17 tháng 8 năm 1998 bởi Nhóm Nghiên cứu Thiên thạch gần Trái Đất thuộc phòng thí nghiệm Lincoln ở Socorro.